# كروس آنج

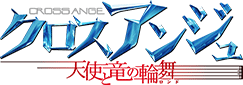
شعار مسلسل الأنمي "Cross Ange"

كروس آنج هو مسلسل أنمي ميكا ياباني من إنتاج إستديو بيرو عرض في الفترة من أكتوبر 2014 حتى أكتوبر 2015.